# Нападение ангела (Евангелион, тринадцатый эпизод)
«Нападение ангела», также известный как «Крошечное препятствие» (яп. 使徒、侵入, дословно — «Апостол, вторжение») — тринадцатый эпизод аниме-сериала «Евангелион» от студии Gainax. Режиссёр — Тэнсай Окамура, сценаристы — Акио Сацукава, Хидэаки Анно и Мицуо Исо. Эпизод был впервые показан 27 декабря 1995 на TV Tokyo, набрав 3,4 % аудитории. В «Нападении ангела» присутствуют отсылки на генетику, биологию и христианство.
По сюжету Аска Лэнгли Сорью, Рей Аянами и Синдзи Икари проходят тест, садясь в имитационные капсулы. Тем временем в штаб-квартиру Nerv проникает бактериальный одиннадцатый ангел Ируил. Он эволюционирует и поражает суперкомпьютеры Magi. Главный научный сотрудник Рицуко Акаги придумывает стратегию, согласно которой надо ускорить его эволюцию и внедрить знание того, что конечная стадия эволюции — самоуничтожение. План срабатывает, и Ируил умирает.

## Сюжет
Аска Лэнгли Сорью, Рей Аянами и Синдзи Икари проходят тест, садясь обнажёнными в имитационные капсулы, помещённые в модельные тела Евангелионов. В штаб-квартире агентства Nerv сотрудники обнаруживают коррозию в протеиновом покрытии. Модельное тело Рей выходит из строя, а коррозия начинает распространяться. Катапультировав пилотов, главный научный сотрудник Рицуко Акаги приказывает уничтожить заражённые участки лазером. Но коррозия развёртывает AT-поле. Выясняется, что это бактериальный одиннадцатый ангел Ируил.
Сотрудники Nerv замечают, что Ируил не переносит кислород, поэтому они увеличивают концентрацию озона на заражённых участках. Однако ангел резко эволюционирует, став неуязвимым к кислороду, и пытается взломать систему Magi из трёх суперкомпьютеров, чтобы перевести штаб-квартиру в режим самоуничтожения. Ненадолго задержав его, Рицуко придумывает стратегию, согласно которой нужно ускорить эволюцию Ируила и, пока он полностью не заразит все суперкомпьютеры, внедрить в него программу со знанием того, что конечная стадия эволюции — самоуничтожение. Она рассказывает майору Мисато Кацураги о своей матери Наоко Акаги, создательнице Magi. Программа противодействия Ируилу устанавливается за секунду до полного заражения последнего суперкомпьютера. Ангел умирает в результате апоптоза — регулируемого процесса гибели клеток.

## Производство
В 1993 году Gainax опубликовала «Предложение» (яп. 企画書), презентационный документ о «Евангелионе», в котором тринадцатый эпизод носил название «Что приходит после страха?» (яп. 恐怖の後に来るものは). Согласно синопсису, Синдзи ожидало поражение: Ева-01 сильно повреждена, и он застрял в ней. Тринадцатый, четырнадцатый и пятнадцатый эпизоды должны были иметь последовательный связанный сюжет. Однако на этапе производства начиная с «Нападения ангела» началось расхождение с «Предложением». Первичные сюжеты тринадцатого, четырнадцатого и пятнадцатого эпизодов стали шестнадцатым эпизодом.
Режиссёром и раскадровщиком «Нападения ангела» является Тэнсай Окамура, сценаристами — Акио Сацукава, Хидэаки Анно и Мицуо Исо, главным аниматором — Кадзуя Кисе. В создании эпизода участвовала компания Production I.G. По словам Юитиро Огуро из style.fm, изначальный сценарий Исо содержал амбициозную историю с научно-фантастическими идеями: Nerv должно было сразится с ангелом размером с вирус. Однако из-за того, что эпизод оказался слишком длинным, Сацукаве пришлось переработать его перед выходом в эфир. Также Огуро отметил, что в эпизоде прослеживается индивидуальный стиль Кисе, заключающийся в детализированной прорисовке лиц персонажей, проявлявшийся в особом внимании к теням и чёткости костей.
Для повышения чёткости отрисованных от руки кадров была применена компьютерная графика. При этом для изображения командного центра Nerv была сделана его бумажная модель высотой чуть более 30 см. Во вступительной музыкальной теме «Нападения ангела» использована песня «A Cruel Angel’s Thesis» в исполнении Ёко Такахаси, а в заключительной — Acid Bossa версия песни «Fly Me to the Moon» (в каждой серии используется своя версия этой композиции).

## Темы и отсылки
В «Нападении ангела» затрагивается тема родительства. Рицуко уважает свою мать Наоко как учёного, но ненавидит как родителя.
В «Нападении ангела» присутствуют отсылки на биологические и генетические термины. В эпизоде упоминается машина под названием «Полисом», что является отсылкой к полисомам, и центр «Прибнов-бокс», что является отсылкой к прибнов-бокс. В Центральной догме Nerv находится блок «Сигма», отсылающий к сигма-фактору.
В «Нападении ангела» также присутствуют отсылки на христианство. Имя Ируила является отсылкой к ангелу страха из книги Еноха Ируилу. Названия трёх суперкомпьютеров Magi в штаб-квартире Nerv — Мельхиор, Каспар и Бальтазар — отсылают к именам библейских волхвов.
Писатель Деннис Редмонд сравнил три компьютера Magi, основанные на трёх аспектах личности Наоко (учёный, мать и женщина), с Троицей. Также, по его мнению, на эпизод оказал влияние роман Уильяма Гибсона 1984 года «Нейромант»: Редмонд предположил, что Наоко была сделана по образу Мари Тессье-Эшпул.

## Показ и критика
Эпизод «Нападение ангела» впервые был показано27 декабря 1995 на TV Tokyo, где он набрал 3,4 % аудитории.
Редмонд назвал сцену, где Рицуко разрабатывает стратегию против ангела, одним из трансцендентных моментов в научной фантастике XX века. Также он похвалил отрисовку приборных панелей в агентстве за их эстетическую красоту. Акио Нагатоми из the Animé Café назвал «Нападение ангела» лучшим эпизодом сериала с умной и динамичной режиссурой и высоким уровнем напряжения. Редактор Film School Rejects Макс Ковилл поставил эпизод на 13-е место в своём рейтинге эпизодов «Евангелиона», назвав его «интересным». Аджай Аравинд из Comic Book Resources поставил битву с Ируилом на 2-е место своего рейтинга лучших битв сериала.

## Продукция
«Нападение ангела» было включено в DVD-сборники «Second Impact Box» Gainax и «Евангелион. Том 2 серии 7―13» российской компании MC Entertainment, выпущенные в феврале 2001 и 28 июля 2005 года соответственно. Эпизод вошёл в Blu-ray-сборник «Neon Genesis Evangelion Blu-ray BOX», выпущенный японской компанией King Records 26 августа 2015 года. Японская компания Movic выпустила футболки, основанные на эпизоде.

### Комментарии
1. ↑  AT-поле — область, окружённая пространством фазового перехода, способная создавать топологические пространства для предотвращения любого физическое воздействия[5].

### На японском языке
- Evangelion Chronicle (яп.). — DeAgostini, 2010. — Vol. 2.
- Evangelion Chronicle (яп.). — DeAgostini, 2010. — Vol. 9.
- Evangelion Chronicle (яп.). — DeAgostini, 2010. — Vol. 10.
- Evangelion Chronicle (яп.). — DeAgostini, 2010. — Vol. 19.
- Evangelion Chronicle (яп.). — DeAgostini, 2010. — Vol. 25.
- Evangelion Chronicle (яп.). — DeAgostini, 2010. — Vol. 26.
- Evangelion Chronicle (яп.). — DeAgostini, 2010. — Vol. 45.
- Neon Genesis Evangelion Film Books (яп.). — Kadokawa Shoten, 1996. — Vol. 5.

### На других языках
- Fujie K., Foster M. Neon Genesis Evangelion: The Unofficial Guide (англ.). — Tokyo: DH Publishibg, 2004. — 188 p. — ISBN 9780974596143.
- Redmond D. The World is Watching: Video as Multinational Aesthetics, 1968–1995 (англ.). — Southern Illinois University Press, 2004. — 202 p. — ISBN 9780809325351.